# Martín Gervasoni
Martín Gervasoni (Rosario, 1970) es un actor y guionista argentino, que tras una época de éxito en Argentina se afincó en España, trabajando hoy en día a salto entre los dos países.

## Biografía
Martín Gervasoni nació en Rosario el 19 de octubre de 1970. Vivió allí hasta el año 1979 que se mudan a Santa Fe.
Fue en la misma ciudad donde comenzó a estudiar teatro desde joven, con Jorge Felip, y a los 21 años se matriculó en la Escuela de Arte Dramático de Buenos Aires. Hizo cursos con Pino Solanas y Carlos Gandolfo y comenzó a trabajar en cortometrajes y televisión continuando su carrera de actor teatral.
Ganó con la obra de teatro: "Bang Bang y somos historia" el premio ACE al mejor espectáculo de humor, estando nominado con Les Luthiers. 
Tras la crisis económica argentina del 2001 desembocó en España, consiguiendo el éxito en el País Vasco gracias a la teleserie Mi querido Klikowsky de la cadena vasca ETB 2 y apareciendo en algún episodio de muy conocidas series como Aída. Luego fue parte del elenco de la versión española de "Los exitosos Pells"
Monta con su amigo y socio Diego Molero, la productora "Bang Bang Producciones" desarrollando proyectos de teatro y televisión. Luego crea "Bang Bang Infantiles" y recorre todo España y Argentina con sus espectáculos infantiles.
Después de ser parte del elenco de Parque Lezama, puesta que dirige Juan José Campanella; es uno de los protagonistas del éxito teatral de Madrid: Shakespeare en 97 minutos comedia que hacer reír a carcajadas al público y destaca la crítica el trabajo virtuoso de los intérpretes.

## Carrera

### Series
- 2017 en Centro Médico
- 2016 en Los ricos no piden permiso (Aníbal Zamudio)
- 2015 en Noche y día
- 2014 en Guapas
- 2013 en Farsantes
- 2012 en Boyando
- 2009 en Los exitosos Pells (Sergio)
- 2008 en Cazadores de hombres
- 2008 en Lalola (Facundo).(2 episodios).
- 2007 en Aída (Charlie).(1 episodio).
- 2005: en Mi querido Klikowsky (Saúl Klikowsky)[1]
- 2004: en Los 80 (El Argentino)
- 2001: en Culpables (Financista)
- 2001: en La Cajita Social Show (EL Rosarino)
- 2000: en Fugitivos (El Cazador Martin)
- 1999: en Imitaciones Peligrosas (el Joven Humorista)

### Teatro
- 2006-2007: en Bang Bang y somos historia es Tito Kundalini [coautor, director, actor]
- 2003-2005: en Locos de contento es Roman
- 2002: en Venecia
- 2002: en Memoria y olvido

### Cine
- 2014: El Karma de Carmen de Rodolfo Durán
- 2012: Chau de Mariano Laguyas
- 2006: Mi fiesta de casamiento de Horacio Muschietti